# 鬚腳目
鬚腳目（学名：Palpigradi）为蛛形纲的一个目，通稱须脚蝎、微鞭蠍（microwhip scorpion），是一類體型非常細小的節肢動物，體長不超過3毫米，平均長度1～1.5毫米，體色蒼白，體表的外骨骼薄而柔軟，腹部末端有細長的尾鞭，沒有眼睛，畏光。牠們生活在熱帶和亞熱帶潮濕土壤的間隙中，目前對於牠們的攝食及繁殖習性所知甚少。
截止2019年，全世界共发现须脚目物种2科8属109种，其中包括2个化石种。中国仅在香港和广西发现有分布记录。